# Arcutanov
Arcutanov [arcutánov] je priimek (rusko Арцута́нов, angleško Artsutanov).
- Jurij Nikolajevič Arcutanov (*1929), ruski inženir.